# Thomsonia
Thomsonia is een halfvleugelig insectgeslacht uit de familie dwergcicaden (Cicadellidae). De wetenschappelijke naam van het geslacht werd voor het eerst geldig gepubliceerd in 1879 door Signoret.

## Soorten
De volgende soorten zijn bij het geslacht ingedeeld:
- Thomsonia apicalis Matsumura, 1912[2]
- Thomsonia asymmetrica Nikoshe & Meshram, 2020[3]
- Thomsonia gressitti (Linnavuori, 1960)
  - = Parabolocratus gressitti Linnavuori, 1960[4]
- Thomsonia porrecta (Walker, 1858)
  - = Acocephalus porrectus Walker, 1858[5]